# Aldeyjarfoss
L'Aldeyjarfoss est une chute d'eau en Islande. Elle se trouve près de la partie nord de la route de Sprengisandur sur les Hautes Terres d'Islande.
Les eaux du fleuve Skjálfandafljót y tombent de vingt mètres environ dans une gorge étroite. Le basalte des environs fait partie d'un champ de lave du nom Frambruni, qu'on appelle aussi Suðurárhraun, en islandais hraun se référant toujours à un champ de lave.